# Réserve écologique expérimentale de M'bour
 (janvier 2018).
Si vous disposez d'ouvrages ou d'articles de référence ou si vous connaissez des sites web de qualité traitant du thème abordé ici, merci de compléter l'article en donnant les références utiles à sa vérifiabilité et en les liant à la section « Notes et références ».
La réserve écologique expérimentale de M'bour est une réserve naturelle du Sénégal, située à proximité de la ville de M'bour.

## Histoire
En 1947, l'ORSTOM installait à côté de M'bour un observatoire géophysique destiné à l'observation de l'activité sismique. Afin d'éviter la perturbation des enregistrements sismiques et magnétiques, la station s'est entourée d'un périmètre de protection incluant le marigot de Mbalxjflllbgging.
En 1975, une antenne du Service de la météorologie nationale y a été construite. 
En 1984, l'ORSTOM a équipé la station d'un laboratoire d'ornithologie et de mammalogie.
Le site est entièrement protégé depuis 1987.

## Caractéristiques
La réserve, constituée d'une savane arbustive, d'un marigot-lagune et du littoral atlantique, représente un modèle réduit d'écosystème côtier, propice à l'observation et à la recherche interdisciplinaire. 
Sur les 630 espèces d'oiseaux présentes au Sénégal, environ 400 peuvent être observées à M'bour.

## Tourisme et pédagogie
Un sentier écologique a été aménagé entre 1993 et 1996 et ouvert au public en 1997. Il est doté d'un arboretum et d'un point d’eau artificiel qui attire de nombreuses espèces d'oiseaux et de mammifères.
Le sentier a été complété en 2001 par un écomusée. 
Ces infrastructures accueillent un public varié, notamment scolaire. La réserve constitue aussi un lieu privilégié de recherche et de formation pour les étudiants.

### Filmographie
- (fr) Le petit calao à bec rouge et son implication dans la transmission du virus CCHF, court-métrage documentaire de Michel Dukhan sur le calao à bec rouge (Tockus erythrorhynchus) tourné en partie dans la réserve, Dakar, ORSTOM, 1992, 17'